# Piptocephalis lepidula
Piptocephalis lepidula är en svampart som först beskrevs av Marchal, och fick sitt nu gällande namn av Paul Sydow 1897. Piptocephalis lepidula ingår i släktet Piptocephalis och familjen Piptocephalidaceae.   Inga underarter finns listade i Catalogue of Life.